# Consell dels Deu

Bocca di Leone usada a Venècia per a denúncies secretes.

El Consell dels Deu, (en italià Consiglio dei Dieci, Consiglio dei X o simplement i Dieci) va ser un dels màxims òrgans de govern de la República de Venècia entre 1310 i 1797, format per deu integrants triats cada any pel Gran Consell de Venècia (anomenat el Maggior Consiglio) amb la finalitat de protegir la seguretat de l'Estat venecià, evitant revoltes internes contra el govern així com perills per a l'estabilitat de Venècia per causa de corrupció política o espionatge de potències estrangeres.